# Compitazione
La compitazione è l'atto di pronunciare le parole lentamente o a stento, distinguendo e pronunciando separatamente i singoli foni o le sillabe; con compitazione si può anche intendere una lettura fatta distinguendo i nomi, anche a scopo didattico o propedeutico.
La compitazione, nel cosiddetto «metodo alfabetico» oggi in disuso nella didattica, serviva a far imparare i foni (i «suoni») corrispondenti alle lettere, poi la loro forma, poi le sillabe e infine le parole; per far leggere «cavolo» si faceva scomporre la parola in questo modo: ci a ca, vu o vo, elle o lo, cavolo.

## Lospelling
Con spelling (pronuncia inglese [ˈspɛlɪŋ]) si indica un tipo particolare di compitazione dove la parola viene pronunciata in modo lento e staccato lettera per lettera, ovvero si pronuncia ogni singola lettera con il suo nome nell'alfabeto, per indicarne la corretta grafia: per esempio Roma = erre o emme a. È una situazione frequente nella lingua inglese e nelle parole inglesi passate in altre lingue come l'italiano, dove la grande distanza tra ortografia e pronuncia crea non pochi problemi di comprensione. Inoltre con il termine spelling ci si riferisce anche all'ortografia di una parola (il termine inglese significa sia ‘compitazione’ sia ‘ortografia’; uno spelling error o spelling mistake non è un errore di compitazione ma, più spesso, un comune errore ortografico). Inoltre si chiamano spelling pronunciations o col nome tedesco Schreibaussprachen le pronunce influenzate da come è scritta effettivamente una parola: per esempio /ʧiˈɛlo/ per cielo, /kaˈmiʧi.e/ per camicie ecc.

## Lo schema di compitazione radio-telefonica
Negli anni cinquanta del XX secolo l'Organizzazione Internazionale dell'Aviazione Civile (ICAO) definì uno standard che fosse comprensibile e pronunciabile per tutti i piloti e gli operatori dell'aviazione civile, l'alfabeto telefonetico. Il suo utilizzo è prescritto dagli standard fraseologici aeronautici internazionali.

### Lingua italiana
Nella lingua italiana è comune compitare le parole al telefono associandole perlopiù a nomi di città (in altre lingue si associano più frequentemente a nomi di persona). Questo schema è stato reso popolare anche da alcuni giochi a quiz televisivi, come La ruota della fortuna. Lo schema si chiama anche alfabeto telefonico.

### Lingua francese
Nella lingua francese le lettere di un nome si scandiscono riferendosi in genere a nomi propri (ad esempio: S comme Suzanne).